# Савицкая, Эжен
Эжен Савицкая (фр. Eugène Savitzkaya; родился в 1955 году в Льеже) — известный бельгийский писатель и поэт.

## Биография
Мать Савицкая — русская, отец — поляк. Писатель носит фамилию своей матери.
Заметное влияние на творчество Савицкая оказали произведения таких авторов как Жан Жене, Сэмюэл Беккет, Анри Мишо.
Первые сочинения опубликовал в возрасте семнадцати лет («Les lieux de la douleur», 1972) благодаря чему стал известен во Франции и Бельгии.
В 1977 году издаётся первый отчасти автобиографичный роман «Лгать» («Mentir»), в котором Савицкая стремится описать прошлое своей матери.
В 1994 году получает премию Prix triennal du roman за роман «Марен моё сердце» («Marin mon cœur»), опубликованный французским издательством éditions de Minuit. Данный роман Савицкая посвящает своему сыну.
Большую популярность получили романы «Слишком толстый молодой человек» (Un jeune homme trop gros, 1978), «Путешествие по Африке» (La traversée de l’Afrique, 1979), «Жив» (En vie, 1995).

### Поэзия
- «Les lieux de la douleur» Éditions Liège des Jeunes Poètes (1972)
- «Le coeur de schiste» Atelier de l’Agneau, Liège, Belgique (1974)
- «Rue obscure», en coll. avec Jacques Izoard, Atelier de l’Agneau, Liège, Belgique (1975)
- «L’empire», dessins de Veličković, Atelier de l’Agneau, Liège, Belgique (1976)
- «Mongolie, plaine sale», Seghers (1976)
- «Les chambres de Raphaël» Asnières, France (1976)
- «Plaisirs solitaires», en coll. avec Jacques Izoard, Atelier de l’Agneau, Liège, Belgique (1979) 14 p.
- «Les couleurs de boucherie» Christian Bourgois (1980) 205 p.
- «Aigle et poisson» sérigraphies de Bercaval, Les Ateliers du Pré Nian (1982)
- «Sans titre» dessins d’Alain Le Bras, Musée des Beaux-Arts, Nantes, (1984)
- «Bufo bufo bufo» Éditions de Minuit, (1986) 64 p.
- «Veulerie» encre de chine: Marc Pessin, Le Verbe et l’empreinte, Saint-Laurent-du-Pont, France (1994)
- «Quatorze cataclysmes» dessins d’Alain Le Bras, Ed. Le Temps qu’il fait, Cognac, France, (1985) 40p.
- «Mamouze» Liège, Belgique, Atelier de l’Agneau (1998) (réimpr. 2005)
- «L'été : papillons, ortie, citrons et mouches» dessins d’Alain Le Bras, La Cécilia (1991)
- «Cochon farci» Minuit, (1996) 64 p.
- «Cénotaphe» Liège, Belgique, Atelier de l’Agneau (1998) (réimpr. 2003), 25 p.

### Романы
- Mentir, Minuit (1977) 104 p.
- Un jeune homme trop gros, Minuit (1978) 160 p.
- La traversée de l’Afrique, Minuit (1979) 144 p.
- La Disparition de Maman, Minuit (1982) 144 p.
- Les Morts sentent bon, Minuit (1984) 160 p.
- Capolican, Arcane 17, Saint-Herblain (1986)
- Sang de chien, Minuit, (1989) 88 p.
- Marin mon cœur, Minuit (1992) 96 p.
- En vie, Minuit (1995) 128 p.
- Fou civil, Flohic Éditions (1999)
- Célébration d’un mariage improbable et illimité, Minuit (2002) 96 p.
- Exquise Louise, Minuit (2003) 80 p.
- Fou trop poli, Minuit (2005) 128 p.
- Nouba, Yellow now (2007) 96 p.

### Театр
- Faillite ou les travaux de Hans Weber Evorian, Minuit (1979) mise en ondes et programmée par la RTBF
- La Folie originelle, Minuit (1991) 80 p.
- Aux prises avec la vie (2002) 107 p.(reprend " Aux prises avec la vie courante ", «Est» et «La femme et l’autiste»)

## Публикации на русском языке
- Савицкая Э. Слишком вежливый дурак / Пер. с фр. В. Лапицкого // Полночь. XXI век: Антология современной французской прозы. — СПб.: Амфора, 2008. — 464 с. (Серия «Locus solus»).
- Савицкая Э. Мёртвые хорошо пахнут / Пер. с фр. В. Кислова, В. Лапицкого. — СПб.: Амфора, 2010. — 446 с. (Серия «Читать не просто»).